# .wtf
Pour les articles homonymes, voir WTF.
.wtf est une extension de domaine de premier niveau (TLD), faisant référence à l’expression anglophone What the fuck?.
Ce domaine est « général » c'est-à-dire qu'il n'a aucune restriction et sert à avoir un nom de domaine pas trop long si le nom voulu est déjà réservé en .com. 
Il y a de nombreux concurrents sur ce positionnement « général » comme par exemple le domaine .xyz. 